# Studio „Kwartał 95”
Studio „Kwartał 95” (ukr. Студія «Квартал 95») – ukraińska grupa twórcza, kabaret i przedsiębiorstwo rozrywkowe założone w 2003 roku przez grupę komików pod kierunkiem Wołodymyra Zełenskiego, zajmujące się tworzeniem programów telewizyjnych, seriali, filmów rozrywkowych i animacji w języku rosyjskim oraz ukraińskim, a także organizacją występów na żywo. Dzieła Studia „Kwartał 95” należą do najpopularniejszych, ukraińskich skeczów kabaretowych i są rozpoznawalne ze względu na celne, prześmiewcze komentarze wobec rzeczywistości politycznej, gospodarczej i społecznej współczesnej Ukrainy.

## Historia

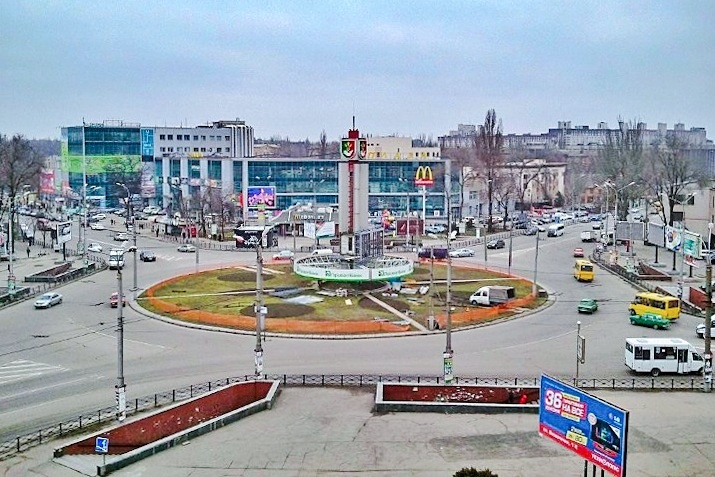
Dzielnica 95 (dosłownie 95. kwartał) – jeden z centralnych obszarów Krzywego Rogu, rodzinnego miasta Wołodymyra Zełenskiego

W 1997 roku w Krzywym Rogu powstał zespół KWN „95. kwartał”. KWN (z ros. Клуб весёлых и находчивых, wymowa „Ka-We-En”) to popularny format programów rozrywkowych w krajach byłego ZSRR, w którym rywalizujące drużyny wykonują różne, zabawne zadania, oceniane na punkty w celu wyłonienia zwycięzcy. Oficjalny debiut „95. kwartału” miał miejsce w 1998 roku na festiwalu drużyn KWN w Soczi.
Po udanym debiucie na grupę zwrócił uwagę rosyjski dziennikarz telewizyjny Aleksandr Masljakow, proponując grę w Pierwszej Lidze KWN. W tym czasie zespół był zgłoszony jako „Drużyna KWN z Krzywego Rogu”, ale na potrzebę występów w Pierwszej Lidze postanowiono wymyślić bardziej rozpoznawalną nazwę. Wtedy też po raz pierwszy pojawiła się nazwa „95. kwartał”, od nazwy jednej z jednostek administracyjnych Krzywego Rogu.
Pierwszy sezon w najbardziej prestiżowej lidze KWN był nieudany dla 95. kwartału – nie zdołał on pokonać pierwszego etapu, zajmując ostatnie miejsce w ćwierćfinale. Następnie zespół spędził trzy sezony, od 1999 do 2001 roku, w Lidze Ukraińskiej, która w tym czasie była uważana za drugą najważniejszą (po rosyjskiej) w lidze Międzynarodowej Związku KWN. 95. kwartał trzykrotnie dotarł do finału, a w 2001 roku zwyciężył w Lidze Ukraińskiej. Ponadto w 2000 i 2001 roku zespół dwukrotnie otrzymał prestiżową nagrodę na festiwalu muzycznym „Gołosjaszczij KiWiN” w Jurmale.

## Studio „Kwartał 95”
W 2003 roku członkowie zespołu 95. kwartał zdecydowali o opuszczeniu KWN i założeniu firmy Studio „Kwartał 95”. Ich celem była produkcja i promocja własnych projektów telewizyjnych oraz programów rozrywkowych.
W grudniu 2003 roku studio wraz ze stacjami telewizyjnymi 1+1 (Ukraina) i STS (Rosja) zorganizowało serię pięciu występów kabaretowych. W 2004 roku na kanale Inter wystartował program rozrywkowy Mister Cook, którego autorem i gospodarzem był Wołodymyr Zełenski.

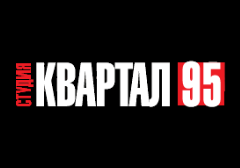
Logo studia w latach 2004–2012

Na początku 2005 roku Studio „Kwartał 95” wraz z kanałem Inter rozpoczęło produkcję programu Weczirnyj Kwartał. Jest to najdłużej realizowany i jeden z najpopularniejszych projektów studia, który zdobył uznanie widzów trafnymi i dosadnymi, humorystycznymi komentarzami na temat światka ukraińskiej polityki. Jest emitowany w każdą sobotę o godz. 20:15 czasu kijowskiego, obecnie na antenie 1+1.
W 2006 roku na Międzynarodowym Konkursie Mediów studio zostało nagrodzone Złotym Piórem Ukrainy w dziedzinie dziennikarstwa w kategorii „Najlepszy telewizyjny program rozrywkowy”. Kilka razy z rzędu Studio „Kwartał 95” otrzymało nagrodę Teletriumf.
W 2007 studio rozpoczęło prace nad pełnometrażowymi produkcjami filmowymi. Tym obszarem działalności kieruje reżyser i scenarzysta Andrij Jakowlew, który w ramach Studia „Kwartał 95” stworzył podgrupę „KinoKwartał”. Zespół napisał scenariusze i wyprodukował szereg filmów komediowych, w szczególności komedii romantycznych, takich jak Miłość w wielkim mieście, czy Służebnyj roman. Nasze wriemia z Wołodymyrem Zełenskim w roli pierwszoplanowej, które zgromadziły dużą widownię w kinach krajów rosyjskojęzycznych.
Począwszy od 2008 roku emitowany jest serial telewizyjny Swaty, który okazał się najbardziej udaną produkcją studia. Dzieło stało się niezwykle popularne także poza obszarem rosyjskojęzycznym; serial był trzykrotnie nominowany (w 2012, 2014 i 2015 roku) do nagrody Festiwalu Telewizji Monte Carlo w kategorii „Międzynarodowa Nagroda Publiczności”. W 2015 roku Swaty stały się trzecim najpopularniejszym serialem w historii, po Gotowych na wszystko i Teorii wielkiego podrywu.
W 2011 roku Studio „Kwartał 95” wprowadziło na rynek mediowy nowy format programu rozrywkowego Rozzsmieszy komika („Rozśmiesz komika”), w którym goście programu mają za zadanie rozbawić jury złożone z profesjonalnych komików. Format został następnie zaadaptowany w Rosji, na Litwie, Kazachstanie, Białorusi i Chinach oraz odsprzedany do Finlandii i Włoch.
Od 2012 roku projekty telewizyjne studia są emitowane na kanale 1+1. W tym samym roku Studio „Kwartał 95” zaczęło tworzyć seriale i filmy animowane. Dużą popularność zdobył serial Skazocznaja Rus’ (w dosłownym tłumaczeniu Ruś Kijowska), emitowany w latach 2012–2016, będący parodią na współczesną politykę poprzez przedstawienie jej w humorystycznym kontekście historycznym. Obecnie za animacje Studia „Kwartał 95” odpowiada zespół 95 Animation Studio.
W 2014 roku firma uruchomiła spółkę-córkę „Kwartał Koncert”, która świadczy usługi w zakresie organizacji i sprzedaży biletów na występy oraz zajmuje się promowaniem młodych talentów.

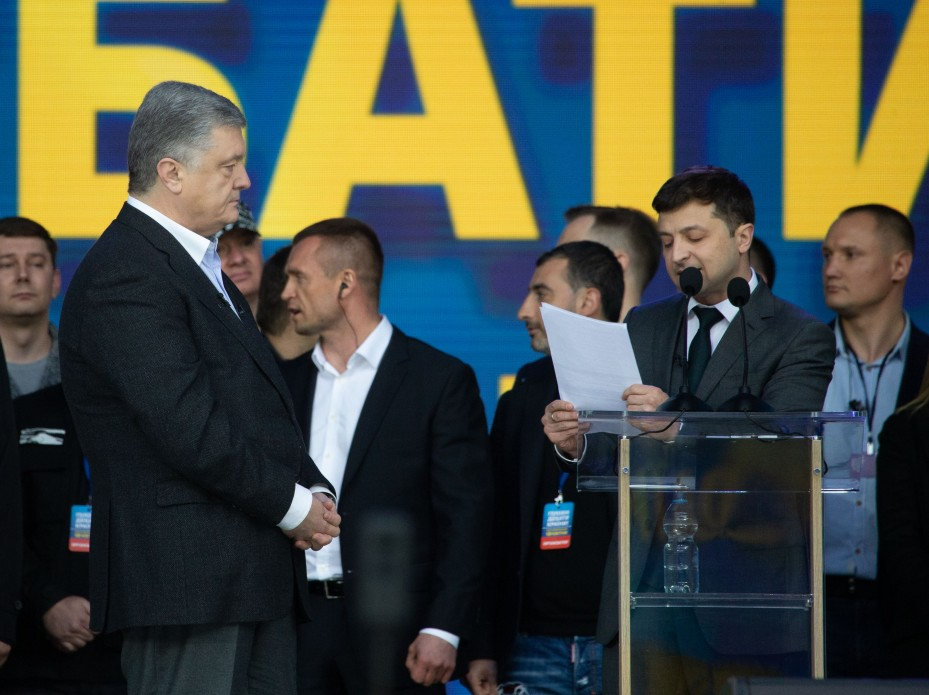
Petro Poroszenko i Wołodymyr Zełenski na debacie prezydenckiej, 2019

W latach 2015–2019 emitowany był serial Sługa ludu, opowiadający o wyborze na prezydenta Ukrainy człowieka z niższych warstw społecznych i jego radykalnych reformach w państwie. Pierwszy sezon osiągnął oglądalność na poziomie 30% całkowitych udziałów w rynku, a prawa do emisji zostały sprzedane do Estonii, Kazachstanu i Mołdawii. W rolę fikcyjnego prezydenta Wasyla Hołobrodki wcielił się Wołodymyr Zełenski.

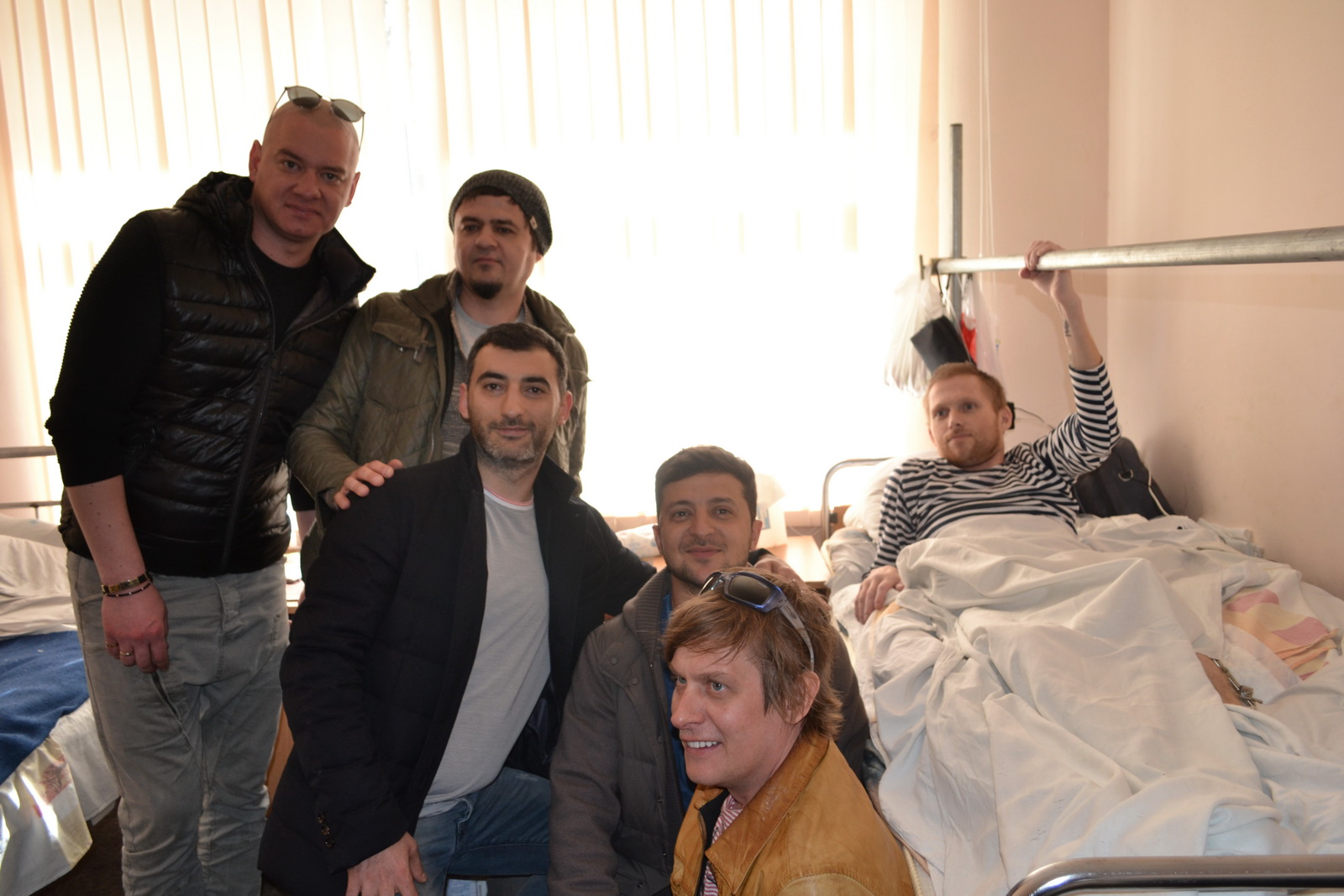
Wołodymyr Zełenski i inni komicy Studia „Kwartał 95” odwiedzający weteranów strefy ATO w Odessie

1 sierpnia 2016 roku studio we współpracy z kanałem telewizyjnym 1+1 uruchomiło swój kanał telewizji satelitarnej Kwartał TV, a od 8 sierpnia tego roku nadaje całodobowo. Stacja nadaje programy bez reklam, lecz z czasem dostęp do niej stał się płatny.
Po wyborach prezydenckich na Ukrainie w 2019 roku, w których zwyciężył Wołodymyr Zełenski, lider opuścił Studio „Kwartał 95”.
Grupa występowała również w Polsce.

### Inwestorzy
Pierwszym inwestorem studia był biznesmen z Krzywego Rogu Andrij Charłamow, który pomógł komikom przenieść się do Kijowa i kupić mieszkanie. W rozmowie z ukraińskim Forbesem wyjaśnił, że wynajął artystom Pałac Październikowy i zapłacił za scenografię. Początkowo koszty się nie zwróciły, ale później projekty Kwartału 95 stały się opłacalne. Relacje z inwestorem zakończyły się w 2008 roku za obopólną zgodą, Charłamow następnie sprzedał swój udział w firmie.
Innym inwestorem był Ołeksij Irżanenko z Kijowa, który bezpłatnie udostępnił artystom biuro w centrum stolicy (przy ul. Perspektywnej 3, która wówczas należała do jego stacji paliw Skoda). W latach 2004–2005 firma Irżanenko AMK przekazała na konto studia 1,2 mln hrywien.
Od 2005 roku jednym z inwestorów studia był Wałerij Choroszkowski, właściciel kanału Inter i polityk, który w 2012 roku sprzedał swój udział oligarsze Ihorowi Kołomojskiemu.

## Skandale

### Żart z bicia ludzi na Majdanie (2013)
W specjalnym, noworocznym odcinku Weczirnoho Kwartału z 22 lutego 2014 roku komicy Studia „Kwartał 95” wypowiedzieli kontrowersyjny żart:

A jeśli wszyscy protestujący będą ubrani w wełniane ubrania, a funkcjonariuszom Berkutu zostaną rozdane ebonitowe pałki, to czy będziemy mogli produkować prąd?”

Gdy w 2019 roku Wołodymyr Zełeński kandydował na prezydenta Ukrainy, deputowana do Rady Najwyższej Iryna Heraszczenko skomentowała ten skecz w następujący sposób:

Kiedy setki tysięcy Ukraińców od tygodni protestowały przeciwko brutalnemu biciu studentów przez członków Berkutu, kandydat Wowa i jego przyszli ministrowie energetyki śmiali się z tego, czy możliwe jest wyprodukowanie prądu w wyniku uderzenia kijem berkutowców na Majdanie. Wraz z nimi Janukowycz i Zacharczenko zapewne byli równie zadowoleni z tych dowcipów w swojej Meżyhirii.
Nawiasem mówiąc, kandydat Wowa „śmiał się” z nich delikatnie, nie obrażał. Żartował tak, żeby spodobało się to „tatusiowi”… Nigdy nie chciał sprawdzić teorii elektryczności z pałek na sobie

### Kontrowersyjne wypowiedzi na Festiwalu Muzycznym w Jurmale (2016)
Występ Studia „Kwartał 95” w Jurmale na Łotwie podczas festiwalu przed głównie rosyjską publicznością, w którym parodiowano ówczesnego prezydenta Petra Poroszenkę, byłego prezydenta Janukowycza i mera Kijowa Witalija Kłyczkę, spotkał się z ostrą krytyką na Ukrainie. W występie Zełenski nazwał Ukrainę „żebrakiem” i „niemiecką aktorką filmów dla dorosłych”, która jest „gotowa przyjąć każdą ilość z każdej strony”. Dziennikarz Witalij Portnikow stwierdził później, że „Zełenski jest produktem nowoczesnego, rodzimego »poczucia humoru«, niskiej jakości, bez smaku, burżuazyjnego i ograniczonego”. Wcześniej studio wystąpiło do Państwowej Agencji Ukrainy ds. Kina z wnioskiem o wsparcie swoich projektów dotacją w wysokości 50 mln hrywien. Po skandalu w Jurmale instytucja odstąpiła od finansowania.

### Ukrycie producenta filmu8 pierwszych randek(2016)
Film 8 pierwszych randek to koprodukcja ukraińsko-rosyjska. W momencie premiery filmu na Ukrainie jego producent, Studio „Kwartał 95”, ukrył fakt udziału rosyjskich podmiotów w produkcji i reklamował film jako produkcję wyłącznie ukraińską.

### Oskarżenia o homofobię (2018)
W styczniu 2018 roku Studio „Kwartał 95” zostało oskarżone o homofobię z powodu jednego ze skeczów studia na ich koncercie noworocznym, podczas którego sparodiowano przedstawicieli społeczności LGBT. Wywołało to skandal i oburzenie wśród widzów stacji 1+1. Studio usunęło później wideo ze skeczem ze stron internetowych i publicznie przeprosiło członków społeczności LGBT za niefortunny żart, zapewniając, że twórcy „nie zamierzali nikogo urazić”.

## Kariery polityczne członków studia
5 kwietnia 2019 roku Wołodymyr Zełenski w reportażu Wpered, na Bankowu! („Naprzód, na Bankową!”) dla programu telewizyjnego Schemy: korupcija w detaljach (wspólny projekt telewizji UA:Perszyj i Radia Swoboda) został zapytany przez dziennikarza, komu rozdałby stanowiska rządowe, gdyby wygrał wybory. Odpowiedział:

„Nie martwcie się. Nie będziemy mieć nepotyzmu”

Jednakże według informacji opublikowanych przez Komitet Wyborców Ukrainy w dniu 15 kwietnia 2020 roku:

W pierwszym roku prezydentury W. Zełenskiego ponad 30 osób, które wcześniej pracowały w strukturach Studia „Kwartał 95” i jego filiiach, świadczyły usługi firmowe, współpracowały zawodowo z W. Zełenskim, były znajomymi, przyjaciółmi, krewnymi W. Zełenskiego lub należały do jego otoczenia, otrzymały stanowiska rządowe. 12 z nich pracowało bezpośrednio w Studio „Kwartał 95”

Przy tym Komitet Wyborczy Ukrainy wymienił konkretne osoby:
- Serhij Trofimow – pierwszy zastępca Szefa Administracji Prezydenta Ukrainy, wcześniej – producent wykonawczy Studia „Kwartał 95”;
- Jurij Kostiuk – zastępca Szefa Administracji Prezydenta Ukrainy, scenarzysta Studia „Kwartał 95” i producent kreatywny serialu „Sługa Ludu”;
- Serhij Szefir – pierwszy asystent prezydenta Zełenskiego, wcześniej – scenarzysta, producent i reżyser Studia „Kwartał 95”;
- Iryna Pobiedonoscewa – Dyrektor Generalna ds. polityki informacyjnej Kancelarii Prezydenta Ukrainy, dyrektor ds. rozwoju Studia „Kwartał 95”;
- Iwan Bakanow – szef Służby Bezpieczeństwa Ukrainy, wcześniej prawnik i kierownik Studia „Kwartał 95”;
- Serhij Siwocho – od 21 czerwca 2019 do marca 2020 roku doradca sekretarza Bezpieczeństwa Narodowego i Obrony Ukrainy Ołeksija Daniłowa ds. reintegracji i odbudowy Donbasu, producent kreatywny Studia „Kwartał 95”;
- Tetiana Rudenko – członkini Narodowej Rady Ukrainy ds. telewizji i radia, dawniej rzecznik prasowy Studia „Kwartał 95”;
- Jurij Koriawczenkow – deputowany do Rady Najwyższej Ukrainy IX kadencji z ramienia partii Sługa Ludu, wcześniej aktor „Juzik” i dyrektor administracyjny Studia „Kwartał 95”;
- Ołeksandr Kabanow – deputowany do Rady Najwyższej Ukrainy IX kadencji z ramienia partii Sługa Ludu, wcześniej scenarzysta Studia „Kwartał 95”;
- Maksym Tkaczenko – deputowany do Rady Najwyższej Ukrainy IX kadencji z ramienia partii Sługa Ludu, kierownik „Kwartał Koncert”, filii Studia „Kwartał 95”;
- Ołeksandr Kaczura – deputowany do Rady Najwyższej Ukrainy IX kadencji z ramienia partii Sługa Ludu, nieetatowy doradca Szefa Administracji Prezydenta Zełenskiego, wcześniej prawnik partii Sługa Narodu oraz Studia „Kwartał 95”;
- Ołena Chomenko – deputowana do Rady Najwyższej Ukrainy IX kadencji z ramienia partii Sługa Ludu, dyrektor ds. zarządzania i rozwoju produktów cyfrowych Studia „Kwartał 95”;
- Olha Rudenko – deputowana do Rady Najwyższej Ukrainy IX kadencji z ramienia partii Sługa Ludu, kierownik komunikacji marketingowej i specjalista ds. public relations Studia „Kwartał 95”.